# Zębowo (Kobylnica)
Zębowo (deutsch: Symbow) ist ein Ort in der Stadt-und-Land-Gemeinde Kobylnica (Kublitz) im Powiat Słupski (Stolper Kreis) der polnischen Woiwodschaft Pommern.

## Geographische Lage
Die Ortschaft liegt in Hinterpommern, etwa elf Kilometer westsüdwestlich von Stolp.

## Geschichte
Symbow (auch: Simbow und Ziębowo) war ein kleines pommersches Gutsdorf
(Familie von Below), das zuletzt zur Landgemeinde Reddentin im Kreis Schlawe gehörte.
Im Jahre 1910 lebten in Symbow 145 Menschen. Obwohl alle den Ort umgebenden Dörfer zahlenmäßig größer waren, wurde Symbow zentrales Kirchdorf. Das Symbower Gotteshaus gilt heute als eine Sehenswürdigkeit.
Am 1. April 1927 hatte das Gut Symbow eine Flächengröße von 654 Hektar, und am 16. Juni 1925 hatte der Gutsbezirk 155 Einwohner. Am 30. September 1928 wurde der Gutsbezirk Symbow in die Landgemeinde Reddentin eingegliedert.
Am Jahresanfang 1945 war Symbow eine Wohnstätte in der Landgemeinde Reddentin im Kreis Schlawe, Regierungsbezirk Köslin,
der preußischen Provinz Pommern des Deutschen Reichs. Zusammen mit Reddentin war Symbow dem Amtsbezirk Reddentin zugeordnet. Das Standesamt war in Reddentin, das zuständige Amtsgericht in Stolp.
Gegen Ende des Zweiten Weltkriegs rückte am 7. März 1945 die Rote Armee gegen Reddentin vor. Die Bewohner versuchten zu fliehen, was jedoch misslang. Am darauffolgenden Tag besetzten russische Truppen den Ort, und für die Einwohner begann ein langer und grausamer Marsch nach Graudenz. Das Gut wurde beschlagnahmt und blieb bis 1947 russisches Militärgut. Nach Beendigung der Kampfhandlungen war die Region mit Reddentin und Symbow 1945 zusammen mit ganz Hinterpommern seitens der sowjetischen Besatzungsmacht der Volksrepublik Polen zur Verwaltung überlassen worden. Symbow wurde unter der polonisierten Ortsbezeichnung ‚Zębowo‘ verwaltet. Es begann die Zuwanderung von Polen, die die einheimischen Dorfbewohner aus ihren Häusern und Wohnungen drängten, und die Vertreibung der Dorfbewohner durch die polnische Administration. Bis 1955/56 blieb die Gutsbelegschaft deutsch, dann verließen auch die letzten deutschen Landarbeiter den Ort.
Der Ort ist heute ein Teil der Gmina Redzikowo im Powiat Słupski der Woiwodschaft Pommern (bis 1998 Woiwodschaft Stolp) ist. Heute leben hier 217 Menschen.

## Kirche

### Dorfkirche

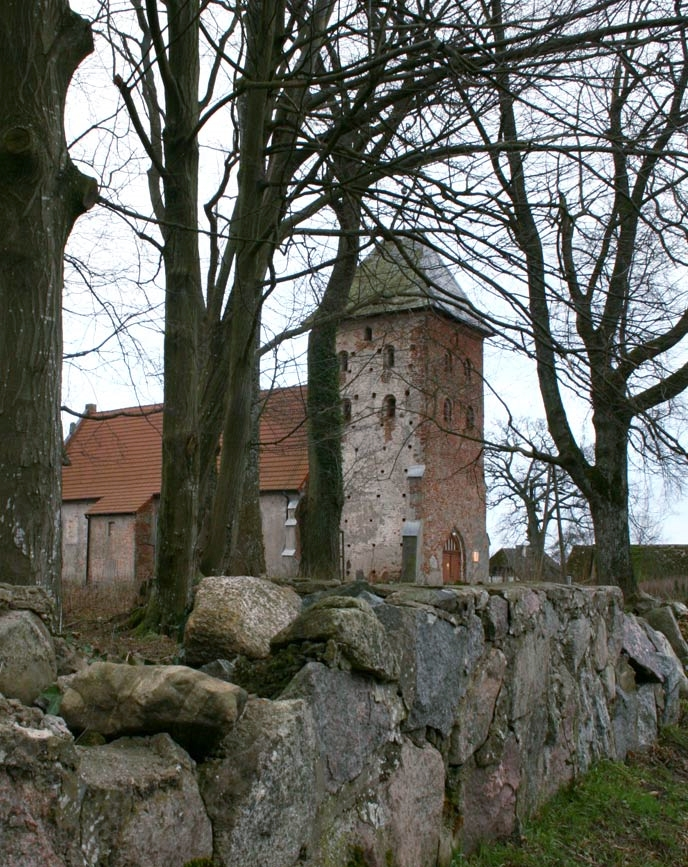
Dorfkirche, bis 1945 Gotteshaus der evangelischen Pfarrgemeinde Symbow

Es ist unklar, wann die Symbower Kirche gegründet wurde. Es besteht die Ansicht, sie ginge auf die Zisterzienser zurück, die im Kloster Buckow zwischen 1260 und 1535 lebten.
Die von 1535 bis 1945 evangelische Pfarrkirche wurde 1945 von der polnischen Administration zugunsten der polnischen katholischen Kirche zwangsenteignet und vom polnischen katholischen Klerus ‚neu geweiht‘; sie dient heute als polnische katholische Filialkirche.
Die Patronatsemporen rechts und links wurden beseitigt. Auch die Kanzel über dem Altar wurde entfernt. Die Orgel fand einen neuen Platz auf der Westempore. Die Wappenfenster hinter dem Altar sind erhalten geblieben.

### Kirchspiel bis 1945
Das Kirchspiel Symbow gehörte bis 1814 zum Kirchenkreis Rügenwalde und wurde dann erst dem Kirchenkreis Stolp-Stadt in der Kirchenprovinz Pommern der Evangelischen Kirche der Altpreußischen Union zugeordnet.
Es umfasst sechs Dörfer, die bis 1945 je zur Hälfte im Kreis Schlawe bzw. im Kreis Stolp lagen: Reblin, Reddentin und Symbow sowie Birkow (Bierkowo), Gatz und Zitzewitz.
Der Ort Birkow, sieben Kilometer von Symbow gelegen, wurde 1895 zu einer selbständigen Kirchengemeinde erklärt, die im Jahre 1911 eine neu errichtete Kirche einweihen konnte. Pfarramtlich aber blieben Symbow und Birkow miteinander verbunden.
Das Kirchenpatronat übten die Rittergutsbesitzer von Below (Reddentin) und von Zitzewitz (Zitzewitz) gemeinsam aus. Birkow war patronatsfrei.
Im Jahre 1940 gehörten 2374 Gemeindeglieder zum Kirchspiel, von denen 772 in Birkow und 1602 in der Symbower Parochie wohnten. Der Bestand an Kirchenbüchern reichte bis 1773 zurück.
Das katholische Kirchspiel war in Schlawe i. Pom.

### Polnisches Kirchspiel seit 1945
Die seit 1945 und Vertreibung der einheimischen Dorfbewohner anwesende polnische Einwohnerschaft ist überwiegend katholisch. Der Ort ist heute – wie auch Pałowo (Alt Paalow) – Filialkirche der Pfarrei Sycewice (Zitzewitz), die zum Dekanat Słupsk Zachód (Stolp-West)im Bistum Köslin-Kolberg der Katholischen Kirche in Polen gehört.
Heute hier lebende evangelische Polen gehören zur Heilig-Kreuz-Kirchengemeinde der Evangelisch-Augsburgischen Kirche in Polen in Stolp in der Diözese Pommern-Großpolen.

### Pfarrer bis zum Jahr 1945
- vorreformatorisch:

1. Petrus Molnar (um 1490)

- 1535 bis 1945:

1. Nikolaus Silaff
2. Johann Prätorius, 1630
3. Martin Abelis, 1636
4. Nikolaus Frobesius
5. Bartholomäus Damerow, 1658–1686
6. Paul Damerow (Sohn von 5.), 1687–1722
7. Ernst Wilhelm Strenge, 1723–1757
8. Benjamin Gottfried Wutscheky, 1758–1799
9. Johann Christian Ludwig Haken, 1800–1817
10. Johann Christian Ludwig Läuen, 1817–1830
11. Friedrich Eduard Fischer, 1831–1843
12. Karl Bauer, 1843–1882
13. Reinhold Rathke (Schwiegersohn von 12.), 1882–1913
14. Friedrich Witte, 1913–1927
15. Martin Hedemann, 1927–1934
16. Oskar Klopsch, 1935–1945

## Verkehr
Die nächste Bahnstation war Alt Reblin an der Reichsbahnstrecke Nr. 111, heute Staatsbahnstrecke Nr. 202 (Berlin–Stettin–)Stargard–Köslin–Danzig(–Königsberg).